# Pseudolepicolea quadrilaciniata
Pseudolepicolea quadrilaciniata là một loài rêu trong họ Pseudolepicoleaceae. Loài này được (Sull.) Fulford & J. Taylor mô tả khoa học đầu tiên năm 1960.